# Batalha de Lioma
A Batalha de Lioma (30–31 de agosto de 1918) foi uma batalha travada entre o Império Alemão e Império Britânico durante a Campanha da África Oriental da Primeira Guerra Mundial. Tendo escapado com êxito dos Aliados desde o final de 1917, a Schutztruppe alemã sob Paul von Lettow-Vorbeck travou uma campanha de guerrilha na África Oriental Portuguesa, atacando e saqueando assentamentos, bem como fortes, em busca de suprimentos, enquanto infligia o máximo de danos possível aos Aliados. Ao mesmo tempo, a Schutztruppe foi perseguida pelos King's African Rifles, que finalmente encurralaram os alemães na vila de Lioma em 30–31 de agosto de 1918. Lideradas por George Giffard, as forças britânicas quase conseguiram cercar e destruir a Schutztruppe, mas no final os alemães conseguiram libertar-se e recuaram com bastante êxito. Embora muito enfraquecida pelos combates em Lioma, a Schutztruppe foi capaz de permanecer ativa até ao final da guerra.

## Contexto

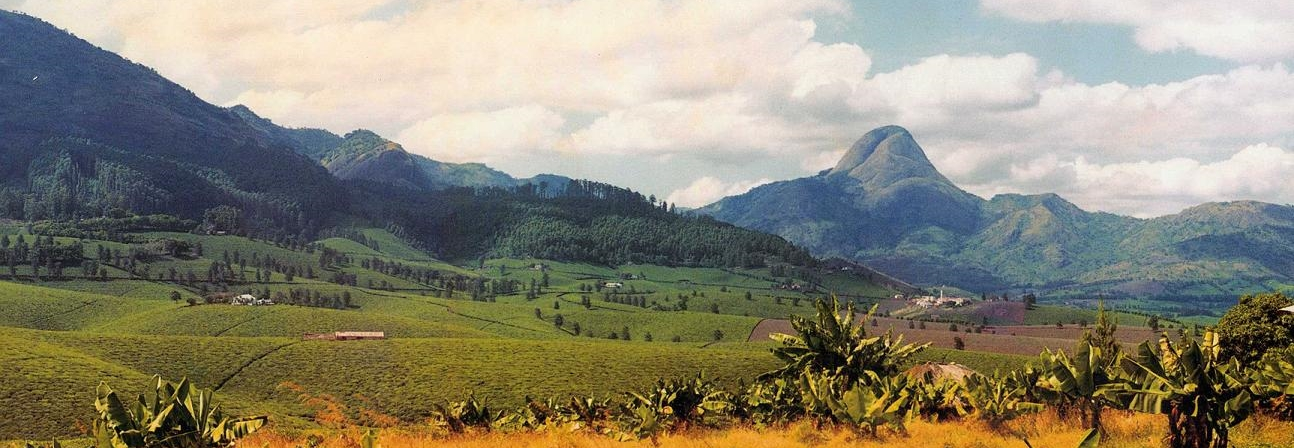
Paisagem de Gurué, perto de Lioma. A localidade está situada num vale, rodeada de altas colinas com vertentes abruptas e falésias. No momento da batalha, as terras altas em redor de Lioma estavam cobertas de bosques densamente arborizados, o que tornava o ambiente do campo de batalha extremamente desafiante para os militares envolvidos.

Depois de sofrer pesadas perdas ao longo de 1917 e não conseguir mais manter a África Oriental Alemã, Lettow-Vorbeck decidiu invadir a África Oriental Portuguesa na esperança de adquirir material suficiente para continuar a guerra. Enquanto as tropas alemãs conseguiam encontrar comida saqueando os campos, as Schutztruppen derrotaram as forças coloniais e metropolitanas portuguesas em várias ocasiões, nomeadamente na Batalha de Negomano, capturando grandes quantidades de armas, munições e suprimentos médicos do inimigo. O historiador Gregg Adams chega a comentar que o português havia se tornado Citação vazia (ajuda). Mostrando-se incapazes de derrotar as forças alemãs, os britânicos tiveram que assumir o grosso da luta em Moçambique e então começaram a perseguir o pequeno exército de Lettow-Vorbeck através da savana africana.
Em agosto de 1918, a Schutztruppe rumou para o norte, de volta à África Oriental Alemã, enquanto os britânicos, sob a liderança de Jacob van Deventer, começaram a concentrar suas forças na área de Regone e Lioma, numa tentativa de cercar o inimigo. Embora Lettow-Vorbeck tenha recebido informações sobre os planos britânicos, suas forças estavam novamente em necessidade urgente de suprimentos, e a vila de Regone abrigava um grande depósito de alimentos. O comandante alemão, portanto, planeia um ataque rápido à vila vulnerável para confiscar o máximo de suprimentos possível. A velocidade de execução é crucial para este plano, pois Lettow-Vorbeck deve ficar à frente dos britânicos antes que eles possam reforçar Regone ou alcançá-lo. Mas, pelo contrário, o terreno acidentado, a chuva e a neblina atrapalharam e atrasaram a Schutztruppe, de modo que, quando chegou a Regone em 26 de agosto, os britânicos já a haviam fortificado e reforçado. Nesse ponto, os alemães só podiam tomar Regone por meio de um cerco prolongado, então Lettow-Vorbeck decidiu cancelar o ataque. Suas forças então contornaram a cidade e começaram a marchar em direção a Lioma, outro ponto de reabastecimento. Durante a viagem, os fuzileiros britânicos assediaram as forças alemãs que se aproximavam, o 1/1.º KAR, sob o comando do Major Alexander Charles Masters, entrincheirou-se em Lioma. Estes formaram um perímetro defensivo ao sul da vila, e três pequenos postos avançados também foram instalados a oeste, leste e sul das suas posições. Assim, a guarnição de Lioma aguardava a Schutztruppe, que chegou à região em 30 de agosto.

## Forças presentes

### Alemães

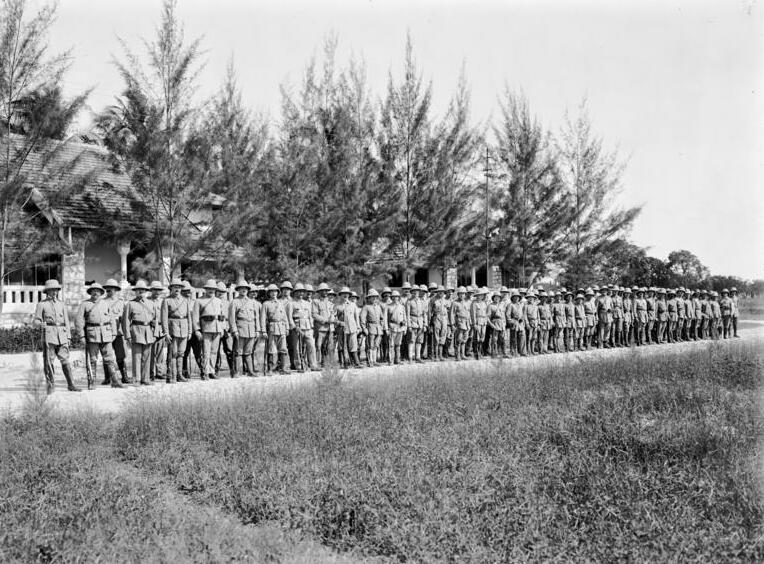
Contingente de voluntários Schutztruppen em 1914

Em 1918, a Schutztruppe, antes poderosa e tendo resistido com êxito aos Aliados durante quatro anos, estava agora muito enfraquecida e exausta. De um pico de força de cerca de 15 000 soldados em 1916, apenas cerca de 1600 permaneceram aptos a lutar. Muitos soldados africanos e europeus desertaram ou se renderam quando os Aliados invadiram as suas regiões na África Oriental Alemã. Os salários deixaram de ser pagos e a vida no exército tornou-se cada vez mais dura e brutal. Muitos soldados não conseguiam combater mais devido à extrema escassez de alimentos e às doenças que afetavam as Schutztruppe. Expulso do seu território e incapaz de recrutar ou treinar regularmente novos soldados, o exército sofreu com grave escassez de pessoal entre os soldados comuns, enquanto os oficiais e suboficiais se tornaram insubstituíveis. A única maneira de os alemães superarem a escassez de mão de obra de infantaria era recrutar os habitantes pouco confiáveis de Moçambique ou armar os carregadores da África Oriental Alemã com a Schutztruppe. Estes últimos, principalmente Wamanyema e Wasukuma, mostraram-se leais e confiáveis durante toda a campanha. Tudo isto coloca um problema grave, porque a capacidade da Schutztruppe funcionar como uma força de combate coerente e eficaz depende em grande parte da experiência e competência do seu comando. Na verdade, os oficiais europeus e nativos da Schutztruppe eram geralmente veteranos bem treinados, dos quais se esperava que dessem o exemplo na linha da frente. Embora este comportamento lhes tenha conquistado a lealdade dos seus soldados, os oficiais e suboficiais da Schutztruppe também sofreram pesadas perdas. Em resultado, Lettow-Vorbeck tentou preservá-los o máximo possível durante a campanha de Moçambique, embora regularmente entrasse em conflito com os seus subordinados devido ao seu comportamento e táticas frequentemente implacáveis.
No entanto, a maioria dos soldados negros que já haviam servido antes da guerra permaneceram leais a Lettow-Vorbeck, e seu espírito de luta e moral permaneceram praticamente inabaláveis, embora sofrendo com exaustão, alimentos insuficientes, fome, calor ou frio excessivos e um inimigo cada vez mais experiente e teimoso. Durante os combates na África Oriental Portuguesa, estes quadros recusaram-se a desistir, fosse por lealdade aos seus camaradas, por interesse económico pessoal, por desejo de vingança ou simplesmente por desejo de sobrevivência. Endurecidos pela batalha, experientes em guerra móvel no mato e possuidores de um forte espírito de grupo após anos de guerra, eles ainda eram uma força a ter em consideração. O próprio Lettow-Vorbeck julgou, após a batalha de Lioma, que os seus homens lutaram “brilhantemente” face à adversidade.
A vontade por si só, no entanto, não conseguiu substituir suprimentos e reforços adequados, de modo que o poder de combate efetivo da Schutztruppe declinou ainda mais em 1918. Os alemães não podiam mais enfrentar formações inimigas poderosas de frente sem arriscar sua própria destruição.

### Britânicos
Os soldados britânicos que enfrentaram a Schutztruppe em Lioma pertenciam aos King's African Rifles (abreviado como KAR), um ramo há muito negligenciado das forças coloniais britânicas. Tendo provado estar entre os oponentes mais formidáveis da Schutztruppe, os KAR foram radicalmente expandidos, fortalecidos e reorganizados após 1915. As suas táticas e estratégias foram adaptadas à guerra móvel travada pelos alemães, e melhores equipamentos e armamentos foram fornecidos aos askaris britânicos. Ao contrário do inimigo, cujas capacidades de fornecimento e recrutamento se deterioraram ao longo do conflito, os KAR puderam renovar os seus efetivos. No entanto, esta expansão maciça significou que a maioria das tropas eram novos recrutas e, portanto, menos experientes do que as muito experimentadas e aguerridas Schutztruppe. Em Lioma, por exemplo, o 1º KAR é composto principalmente por recrutas da Niassalândia. Além disso, a má qualidade, ou mesmo a inexistência, de estradas em Moçambique dificulta seriamente o abastecimento dos muitos soldados do KAR que perseguem a pequena Schutztruppe. Em resultado disso, tanto os oficiais britânicos como os askaris tiveram de viver com recursos locais e, tal como os seus homólogos alemães, muitas vezes encontravam-se à beira da fome. Apesar dessas condições adversas, os soldados nativos britânicos geralmente se mostraram tenazes e altamente competentes em combate, motivados por uma variedade de razões, muitas das quais estavam enraizadas em concepções de lealdade e seus salários relativamente altos. Os oficiais e suboficiais, brancos e negros, dos KAR deram o exemplo e, assim como seus colegas da Schutztruppe, sofreram pesadas perdas. No entanto, os novos oficiais britânicos brancos muitas vezes não falavam suaíli, o que dificultava a comunicação com os seus homens.
Um dos mais importantes comandantes britânicos durante as operações em Moçambique foi o Tenente-Coronel George Giffard. Liderando uma brigada especificamente encarregada de localizar e destruir as tropas restantes de Lettow-Vorbeck, ele era tido em alta estima por seus próprios soldados e respeitado pelos alemães. Suas tropas virão para aliviar a guarnição de Lioma no segundo dia da batalha.

## A batalha

### Início das hostilidades em Lioma (30 de agosto)

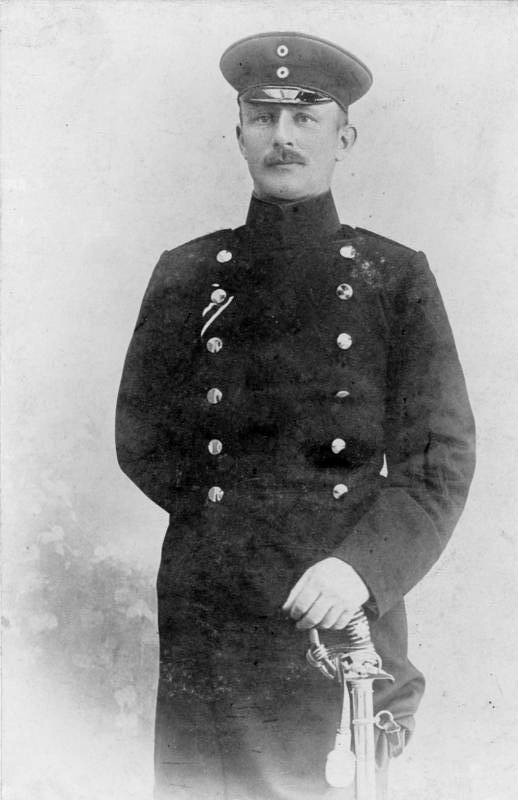
Paul von Lettow-Vorbeck, comandante-chefe das Schutztruppen, em 1904.

A Schutztruppe chegou à área ao redor de Lioma em 30 de agosto. As forças britânicas no terreno avistaram a aproximação alemã algumas horas antes da sua chegada, o que lhes permitiu reforçar as suas defesas em conformidade. Na verdade, à medida que as colunas alemãs (Abteilungen) avançavam em direção à aldeia, uma das unidades de reforço, o 3/2º KAR comandado pelo Tenente-Coronel Charles George Phillips, chegou por volta do meio-dia e foi implantada a nordeste da posição principal do 1/1.º KAR em Lioma.
Enquanto o batalhão recém-chegado tomava posição, a vanguarda das Schutztruppe, formada por Abteilungen Müller, entrou em contacto com uma secção destacada britânica a leste de Lioma. Isto resultou num confronto inicial, após o qual os elementos avançados do Abt. Müller se retiraram para sul. Quando Lettow-Vorbeck soube do tiroteio, ele erradamente presumiu que os britânicos ainda não haviam fortificado as suas posições, com base na aparente fraqueza do posto avançado que haviam encontrado. Acreditando que essas posições ainda eram vulneráveis, ele ordenou que o Abade Göring e o Abade Müller atacassem a posição principal do 1/1º KAR pela retaguarda, enquanto o Abt. Poppe foi enviado para atacar o posto avançado britânico, que ele subjugou por volta das 14h30. Uma tentativa britânica de libertar a secção destacada falhou, embora o Hauptmann Poppe tenha ficado gravemente ferido no contra-ataque. Devido ao movimento de cerco alemão, a comunicação entre o 1/1.º e o 3/2º KAR foi interrompida.
Por volta das 16h30m, os alemães lançaram o seu ataque principal contra a posição principal do 1/1.º KAR com cerca de 1000 homens e 30 metralhadoras. O ataque começou com uma ofensiva do Abade Müller do leste e norte, seguida por uma do Abt. Poppe do sul. Simultaneamente, o 3/2º KAR lançou vários contra-ataques contra os alemães, capturou a bagagem e a munição reserva do Abt. Müller e bloqueou a tentativa de flanqueamento do Abt. Göring contra o 1º KAR. Incapaz de fazer mais progressos, o Hauptmann Karl Göring ordenou que parte das suas tropas se opusessem ao 3/2º KAR, enquanto o restante atacava a oeste do 1/1.º KAR.
Os ataques vigorosos e agressivos dos alemães derrotaram os transportadores do 1/1.º KAR e causaram numerosas perdas, inclusive entre os oficiais superiores do batalhão, vários dos quais foram mortos ou feridos. O Major Masters seria substituído pelo Capitão Stanley Conway John como comandante do 1º KAR. Mesmo assim, os askaris se mantiveram firmes e, segundo relatos, demonstraram "excelente" precisão de tiro. Um pequeno grupo alemão conseguiu até penetrar no canto noroeste do quadrado defensivo britânico, mas foi rapidamente eliminado. A Schutztruppe continuou seus ataques até às 22h30m, quando as perdas forçaram Göring a concluir que qualquer novo combate seria inútil. O comandante então ordena a retirada. As unidades alemãs retiraram para sul para se juntarem ao resto das suas forças.

### A retirada das Schutztruppen (31 de agosto)

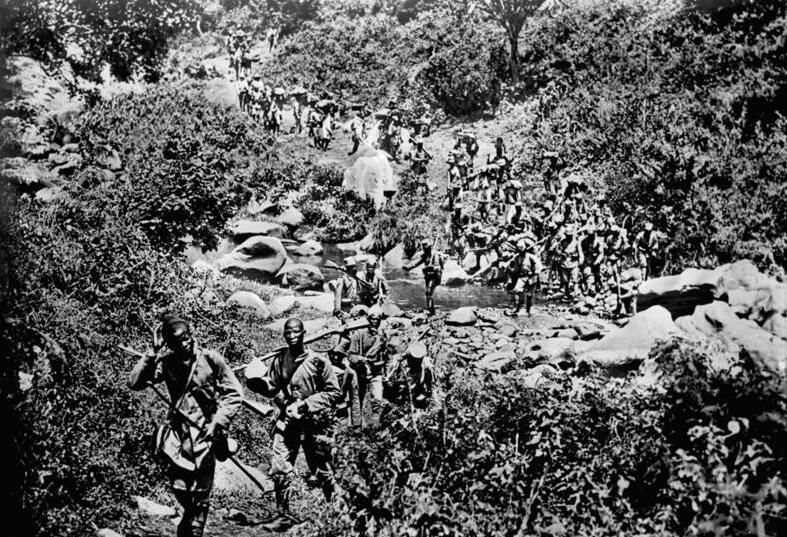
Schutztruppen a progredir em terreno acidentado, em 1914

Durante a noite do dia 30 para o dia 31, Lettow-Vorbeck decidiu, após muita ponderação, que a melhor forma de escapar às forças britânicas era fugir para leste. A possibilidade de continuar a luta foi rapidamente descartada porque o estado-maior alemão sabia que os seus homens precisavam de uma pausa e que os reforços inimigos estavam a convergir para eles. Entretanto, o 2º KAR também se deslocou para leste, para bloquear o caminho de uma possível travessia alemã do Nalume, um rio relativamente largo cuja passagem ficaria comprometida sem um lago. Além disso, três batalhões britânicos estão localizados nas proximidades de Lioma, totalizando quatro batalhões contra apenas um alemão. O tenente-coronel George Giffard, que acabava de assumir o comando das forças britânicas, viu nas manobras inimigas uma fraqueza que lhes permitiria ser cercados.
Depois de se reagruparem durante a noite, as forças alemãs iniciaram a sua marcha às 9h00 em direção a nordeste. Para acelerar o progresso, decidiram deixar para trás os prisioneiros e os feridos. Serão capturados pelos britânicos. A vanguarda era composta pelos soldados de Müller e Göring, enquanto a força principal era liderada por Kurt Wahle. Stemmermann estava encarregue da retaguarda enquanto Lettow-Vorbeck caminhava livremente entre todas estas forças para supervisionar tudo. Os britânicos, por sua vez, não conseguiram obter qualquer informação sobre as posições inimigas durante a noite e a manhã, e foram informados do avanço alemão apenas às 10h00m. Giffard reagiu diretamente movendo as suas divisões para cercar as tropas alemãs. Duas horas depois, duas companhias britânicas enfrentaram a vanguarda alemã e iniciou-se um confronto obstinado, embora nenhum dos lados tenha obtido vantagem sobre o outro. Ao mesmo tempo, a maior parte das tropas alemãs foi atacada por um batalhão britânico, que tentou matar carregadores inimigos para cortar o abastecimento a Lettow-Verbock. Mas o coronel alemão manobra habilmente através do mato e do povo colonizado e consegue escapar completamente à pressão britânica. Por volta das 14h30m, a retaguarda foi atacada por alguns soldados aliados. Stemmermann foi obrigado a interromper o seu avanço e a abandonar Wahle, deixando as suas forças de retaguarda desprotegidas. Nesta altura, ocorreu uma nova ofensiva britânica contra as principais forças alemãs. Felizmente, Lettow-Vorbecke tinha ordenado aos seus homens que recuassem alguns minutos antes, e esta acrobacia salvou as suas tropas do cerco total. Na verdade, a sua vanguarda e retaguarda estavam bloqueadas a norte e a sul, enquanto o leste era guardado por um batalhão inimigo.
Embora os Aliados tivessem tido a oportunidade de destruir completamente os restantes Schutztruppen, as informações falsas dos prisioneiros alemães desencorajaram os soldados britânicos, que, acreditando estar perante uma força numericamente superior, decidiram interromper a perseguição. Às 17h00, após o reagrupamento, os britânicos retomaram a marcha, mas já era tarde demais para capturar Lettow-Verbock, que tinha finalmente escapado para norte. Durante a noite, os sobreviventes alemães conseguiram reagrupar-se.

## Consequências
Embora os britânicos não tenham conseguido destruir completamente a Schutztruppe, infligiram pesadas perdas aos alemães, embora o número exato de baixas seja debatido. Lettow-Vorbeck afirmou ter 29 mortos, 27 feridos, 34 desaparecidos e 5 capturados, enquanto os britânicos estimaram as perdas inimigas em cerca de 222 homens mortos, desaparecidos ou capturados. Estas discrepâncias podem ser explicadas pelo facto de os alemães não terem em conta certas categorias de não combatentes, como o pessoal médico. De qualquer modo, vários oficiais superiores e suboficiais experientes da Schutztruppe foram mortos, capturados ou feridos, o que foi um verdadeiro golpe.
Os alemães também não conseguiram capturar Lioma e, por isso, não conseguiram repor as suas reservas. Em vez disso, perderam 50 000 cartuchos de munições, material médico crucial e cerca de 200 carregadores, espalhados durante a batalha. O historiador Miller julga que "os alemães ficaram mais do que abalados em Lioma; sem a desordem e a confusão quase totais (de ambos os lados) que marcaram estes dois dias de luta, teriam sido aniquilados". Edward Paice descreveu a Batalha de Lioma como uma "fuga por pouco" para o lado alemão. Se a isto acrescentarmos as perdas sofridas durante a Batalha de Pere Hills, outro episódio que ocorreu logo após Lioma, as forças de Lettow-Vorbeck perderam 15% da sua capacidade de combate. Muitos dos feridos em Lioma nunca recuperaram o suficiente para regressar ao combate, entre eles Karl Göring.
Além disso, uma epidemia eclodiu na Schutztruppe em setembro de 1918, reduzindo ainda mais o número de alemães e minando a sua moral. Muitos sobreviventes alemães brancos começaram então a questionar a vontade de Lettow-Vorbeck de continuar a lutar por aquilo que consideravam uma causa perdida. Entretanto, as Schutztruppe não se renderam e retomaram a sua marcha para norte. Após a Batalha de Pere Hills, marcharam a distância restante até à África Oriental Alemã, em grande parte sem oposição e, embora muito reduzidas em homens e recursos, estiveram ativas até ao fim da guerra, no final de 1918.
Mais tarde, o tenente-coronel Giffard atribuiu o fracasso em cercar os alemães às dificuldades de comunicação entre as unidades britânicas e à falta de informações fiáveis sobre os movimentos inimigos. As perdas britânicas em Lioma continuam a estar mal documentadas; Sabemos apenas que o 1º KAR registou 32 mortos, 59 feridos e 15 desaparecidos. Após a batalha, foram atribuídas quatro Medalhas de Conduta Distinta aos europeus, e sete Medalhas de Conduta Distinta africanas aos soldados africanos do 1º e 2º KAR pela sua bravura. A Ordem de Serviço Distinto é atribuída aos Oficiais Comandantes do 1º KAR (Alexander Charles Masters), 2º KAR (Edward Beckford Bevan) e 3/2.º KAR (Charles George Phillips).